# Plage de la Nova Mar Bella
La plage Nova Mar Bella est une plage située à Barcelone dans le quartier de Sant Martí. Avec la plage de Mar Bella, elle a été créée lors de la restauration de la façade côtière de Barcelone à l'occasion des Jeux Olympiques de Barcelone (1992). C'est une plage beaucoup plus calme que certaines autres plages de la ville.
Elle est limitée au nord-est par la jetée qui la sépare de la plage de Llevant et au sud-ouest par la jetée de Bac de Roda, qui la sépare de la plage Mar Bella. Elle a une longueur de 265 m et une largeur moyenne de 45 m, de sable de grain épais et une pente d'entrée à l'eau très fort.
L'Agence Catalane de l'Eau effectue un contrôle hebdomadaire de la qualité de l'eau, pendant la saison balnéaire, avec un excellent résultat. Elle a reçu le Pavillon Bleu, qui reconnaît internationalement la qualité de l'eau et des services. Le drapeau de "Ecoplayas" flotte sur la plage.

## Plan

Plages de Barcelone

## Source de traduction
- (ca) Cet article est partiellement ou en totalité issu de l’article de Wikipédia en catalan intitulé « Plage de la Nova Mar Bella » (voir la liste des auteurs).